# Echinopodium freemani
Echinopodium freemani är en tvåvingeart som beskrevs av Duret 1974. Echinopodium freemani ingår i släktet Echinopodium och familjen svampmyggor. Inga underarter finns listade i Catalogue of Life.